# 優木なち
優木 なち（ゆうき なち、4月17日 - ）は日本の漫画家。滋賀県出身。血液型はAB型。

## 略歴
- 2006年 - 『りぼん』（集英社）1月号の「漫画スクール」で『スターに恋して』が準りぼん賞を受賞。同年4月号に『りぼんオリジナル』に掲載され、デビュー。

## 作風
デビュー前の投稿時代の作品には、必ずキスシーンが導入されており、「キスシーンの魔術師」と称されていた。

## 作品リスト
- スターに恋して（デビュー作、りぼんオリジナル2006年4月号、『旅立ちナポレオン』収録）
- サンタにお願い♥（2007年りぼん超びっくりお正月大増刊号、『旅立ちナポレオン』収録）
- 奪われたいの♥（2007年りぼん春の超びっくり大増刊号、『旅立ちナポレオン』収録）
- デタラメ☆キッズ（2007年夏休み大増刊号りぼんスペシャル、『旅立ちナポレオン』収録）
- 旅立ちナポレオン（2007年秋の大増刊号りぼんスペシャル、『旅立ちナポレオン』収録）
- P☆パニくる♥（りぼん2008年5月号、『Kiss meホスト組』1巻収録）
- コイビト証明書（2008年夏休み大増刊号りぼんスペシャル、『ボクは狼。』1巻収録）
- まじイケてる♥狼ハチロー（2008年秋の大増刊号りぼんスペシャル、『Kiss meホスト組』3巻収録）
- 恋咲き乱舞（2009年春の大増刊号りぼんスペシャル、単行本未収録）
- Kiss meホスト組（りぼん2009年5月号 - 2010年3月号、全3巻）
- ボクは狼。（りぼん2011年1月号 - 2012年5月号、全5巻）
- 眠れる森の強面王子（りぼん2012年12月号別冊付録、単行本未収録）
- 僕の家においで（りぼん2013年1月号 - 2017年4月号、全10巻）
- キミと溺れたい（2013年夏の大増刊号りぼんスペシャルバニラ、『僕の家においで』4巻収録）
- センセイとはなまるご褒美（2015年春の増刊号りぼんスペシャルマカロン、『僕の家においで』8巻収録）
- 僕の恋、お届けにまいりました。（りぼん2016年3月号）
- 僕の家においで Wedding（『Cookie』2017年7月号[1] - 2024年11月号[2]、全15巻）